# Didierea trollii
Didierea trollii, es una especie de planta con flores perteneciente al género Didierea, dentro de la familia Didiereaceae. Fue descrita por Raymond Capuron y Werner Rauh en 1961.

## Descripción

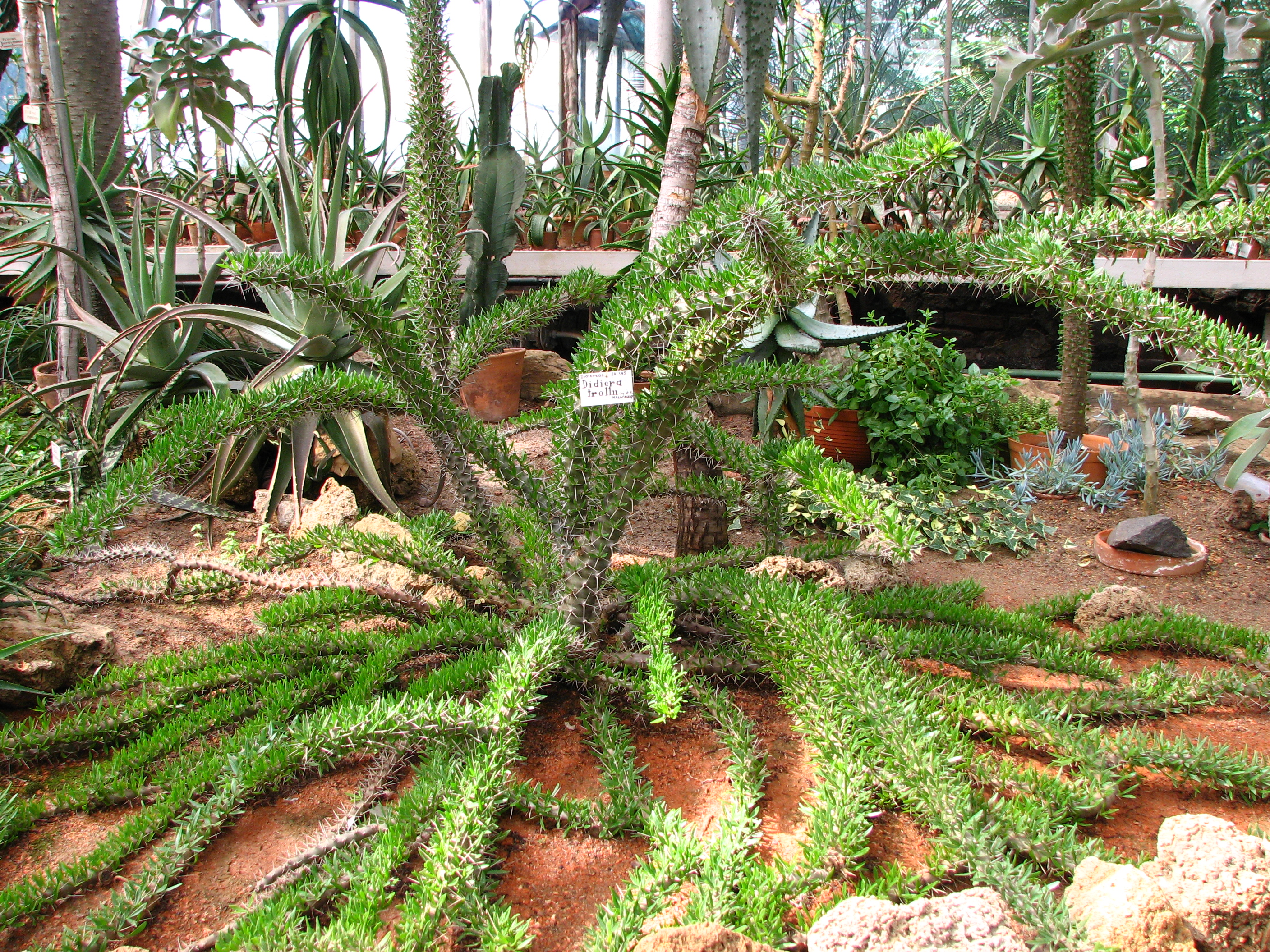
Ejemplar en jardinería

Didierea trollii se trata de un arbusto que en estado juvenil presenta tallos suculentos que crecen horizontalmente, los cuales a medida que crecen comienzan a ramificarse y formar una forma vertical (erectos) con abundantes ramas. 

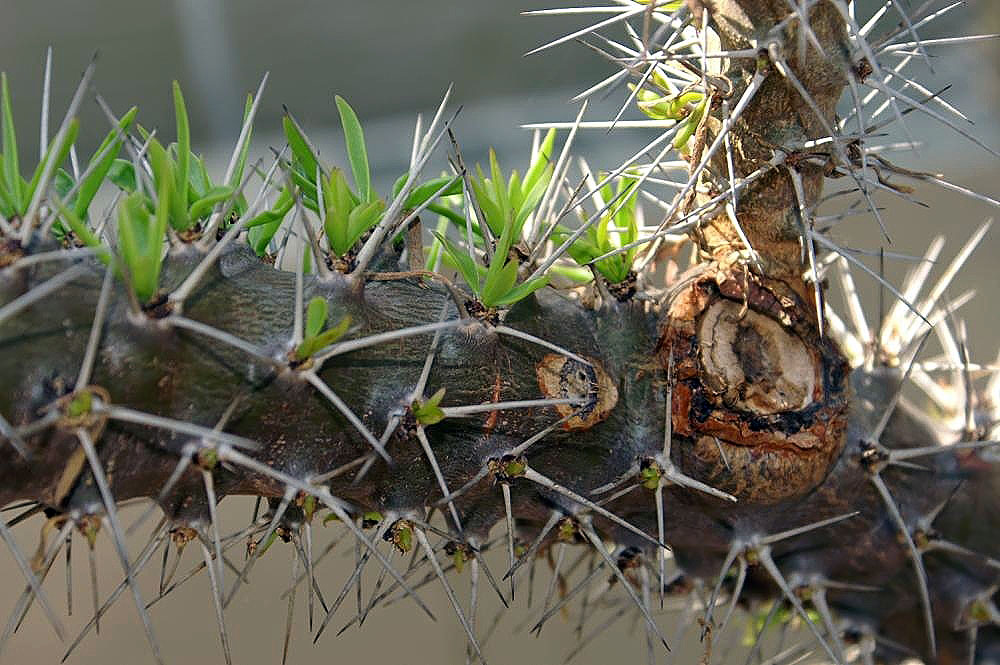
Detalle de las espinas y las hojas

Puede llegar a medir hasta los 2 metros de altura y presenta brotes de 2 a 3 centímetros de espesor, de color verde grisáceo, provistos de verrugas planas y dispuestas en espiral. En estas verrugas encontramos espinas radiantes de color gris y 5 hojas alargadas elípticas u obovadas que miden entre 15 a 25 mm de largo y entre 3 a 8 mm de ancho.
Las flores van de color amarillo blanquecino a verdoso y están muy amontonadas. El estigma es de color rosa claro y los frutos miden entre 5 a 7 milímetros de longitud.

## Distribución y hábitat
El área de distribución nativa de esta especie es el sur de Madagascar y crece principalmente en el bioma desértico o de matorral seco.

## Taxonomía
Didierea trollii fue descrita por los botánicos Raymond Capuron y Werner Rauh y publicada por primera vez en la revista científica Kakteen und andere Sukkulenten 12: 87 en 1961.

Etimología
- Didierea: nombre genérico otorgado en honor al naturalista y explorador Alfred Didié, quien realizó investigaciones en Madagascar y contribuyó al estudio de la flora de la isla. La terminación "-ea" es común en la nomenclatura botánica y se utiliza para formar nombres de géneros, siguiendo las reglas del sistema de nomenclatura internacional.
- trollii: epíteto específico otorgado en honor a Wilhelm Troll, profesor alemán de botánica en la Universidad de Maguncia y fundador del Jardín botánico de Maguncia.

## Estado de conservación
En la Lista Roja de Especies Amenazadas de la UICN, la especie está clasificada como “Vulnerable (VU)”.

## Usos
Didierea trollii se cultiva principalmente como planta ornamental. 